# Erik Lundberg (författare)
Erik Lundberg, född 7 september 1923 i Falkenberg, död 21 december 2012 i Halmstad, var en svensk författare och gymnasielärare. Förutom självbiografiska texter, litteraturkritik och essäer kring litteratur ägnade Erik Lundberg huvuddelen av sitt författarskap åt den frihetliga anarkismen. 
Den frihetliga anarkismen var en politisk rörelse som under det tidiga 1900-talet spelade en roll i det vänsterpolitiska tankebygget i Europa, och viss mån även i USA, och som hade den ryske fursten och författaren Pjotr Kropotkin som en av sina tidigaste företrädare. Det var en rörelse som Lundberg ansåg gick förlorande ur en ideologisk dragkamp som bland de vänsterradikala istället vanns av kommunism och statssocialism.

## Biografi
Erik Lundberg var son till köpmannen Adde Lundberg och dennes maka Helena, född Peterson, och växte upp i Falkenberg. Han tog studentexamen i Halmstad 1942 och blev fil mag vid Lunds univeristet varefter han tjänstgjorde vid skolor i Örkelljunga, Mariestad och Sollefteå. 1963 kom han till Halmstad där han fram till sin pensionering var gymnasielärare i svenska och historia. Under senare delen av sitt liv var han dessutom delägare i ett av Halmstads bokantikvariat, Antikvariat Jaguaren.

## Författarskap
Erik Lundberg framträdde först med dikter och artiklar i olika tidningar och tidskrifter, exempelvis Femtiotal (1952), Kentaur (1959), Svensk tidskrift och BLM. Han medverkade även i Horisont och Vår Lösen. Lundberg började som litteraturanmälare i Göteborgs Handels- och Sjöfartstidning   1959 och fortsatte sedan i Göteborgsposten och Hallandsposten.
I bokform debuterade Erik Lundberg 1973 som essäist med I förbigående - litterära kåserier. I korta texter målar han stämnings- och ögonblicksbilder kring några svenska och utländska författarskap, bland annat Vilhelm Ekelunds, H G Wells, P G Wodehouse och Heinrich Heines.
1979 utkom Paris 1844, i vilken Lundberg i litterär stil skildrar tidsanda, miljöer och möten mellan radikala tänkare i Paris 1844, den plats där och det år då Karl Marx och Friedrich Engels strålade samman.
I samma anda som debutboken följde Besök i ett landskap (1980), vilken bär undertiteln "Möten mellan författare, mystiker och andra människor".
Ytterligare senare böcker kretsar - i essäform - kring litteratur- och annan kulturhistoria, bland annat Kalla mig Mr Collin! (1881), Ansikte mot ansikte (1990) och Vid språkets rötter (1994).
Under slutet av 1980-talet skrev Erik Lundberg tre självbiografiska böcker med tidsbilder kring ungdomens Falkenberg: Långt innan kajeträdet föll (1986), Historien är här (1988) och All vår början (1990). Ytterligare två biografiska tänkeböcker kom senare: Minnas och komma ihåg är inte detsamma (2007) och Jag litar inte på verkligheten. Gör du? (2011).
Under sitt senare författarliv utforskade och skildrade Erik Lundberg framför allt dem han benämner som de frihetliga anarkisterna, vilka han berört redan i Paris 1844 (Michail Bakunin bl a). I tur och ordning följer Ge tiden röst! Eleanor Marx, anarkisterna och Eyvind Johnson (1997), Kropotkin - och kampen mot kriget (2003), Aldrig klassen alltid människan (2005), Då inga herrar finns (2009) och den mest personliga och som han avslutade kort före sin bortgång: Evangeliet och manifestet (2013).
Efter utgivningen av Evangeliet och manifestet sammanfattade Jan Karlsson, frilansande kulturjournalist, innehållet i Erik Lundbergs författarskap: "Som tänkare kom han att omfatta såväl den frihetliga vänstern som det kristna evangeliebudskapet. Han värjer sig mot varje totalitär tendens, marxismen inkluderad, och lyfter i stället fram de i historieskrivningen marginaliserade." Litteraturvetaren Ivo Holmqvist har karaktäriserat Erik Lundbergs essätexter som "fyllda av korta och koncentrerade prosastycken där han rörde sig ledigt över vida historiska och geografiska fält, väl medveten om platsens poesi."